# ساکایی‌گاوا نامیه‌مون
ساکایی‌گاوا نامیه‌مون (به ژاپنی: 境川 浪右衛門) کُشتی‌گیر سوموی اهل استان چیبا در کشور ژاپن است که چهاردهمین کشتی‌گیر دارای رتبهٔ یوکوزونا محسوب می‌شود. وی در سال ۱۸۷۷ میلادی به این مرتبه ارتقا یافت و در سال ۱۸۸۱ میلادی بازنشست شد. ساکایی‌گاوا نامیه‌مون توانست ۵ بار قهرمان (یوشو) مسابقات سومو شود.